# Hofanlage Kiekerberg 4

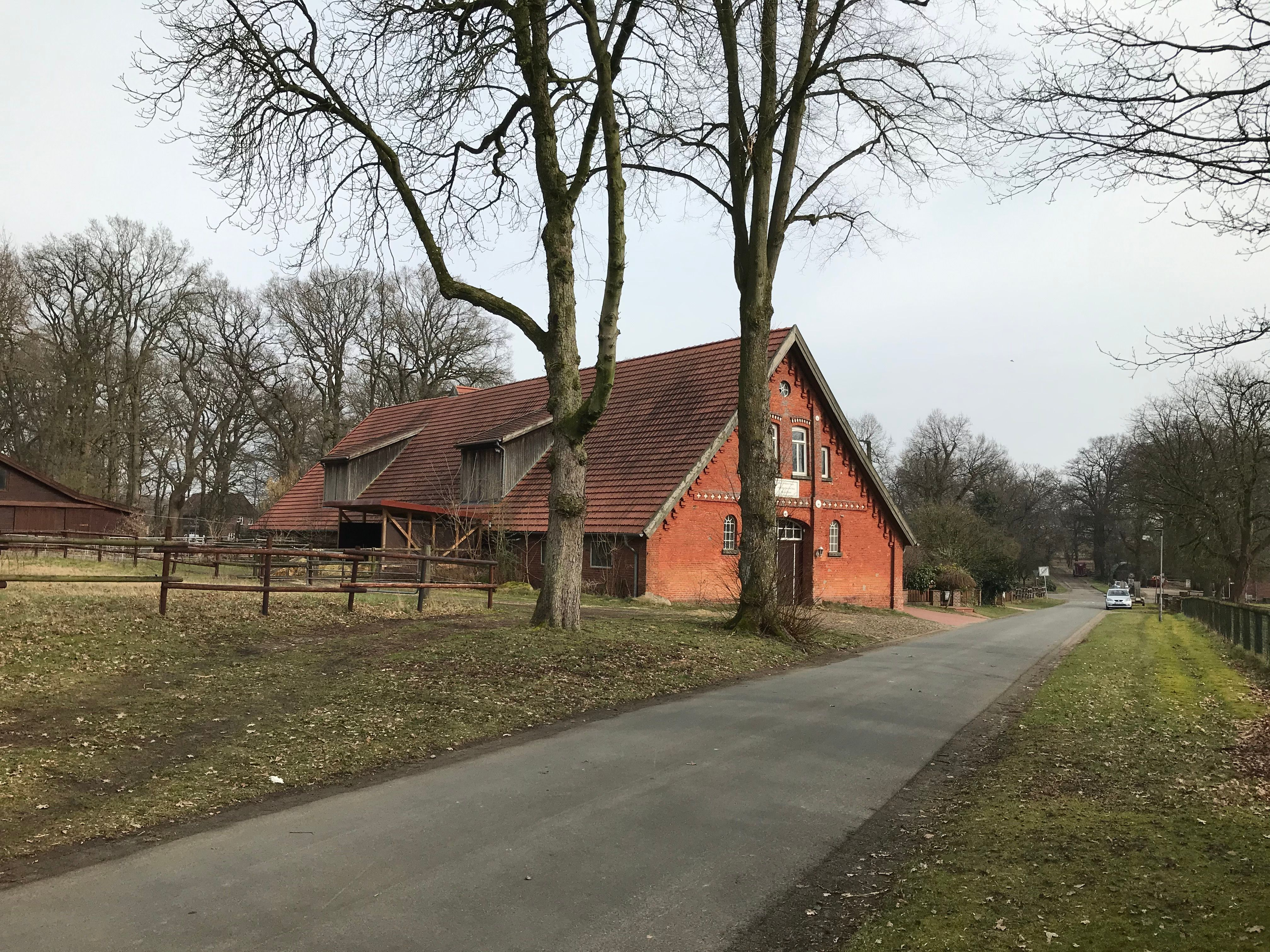
Wohn- und Wirtschaftsgebäude, West- und Südfassade (2021)

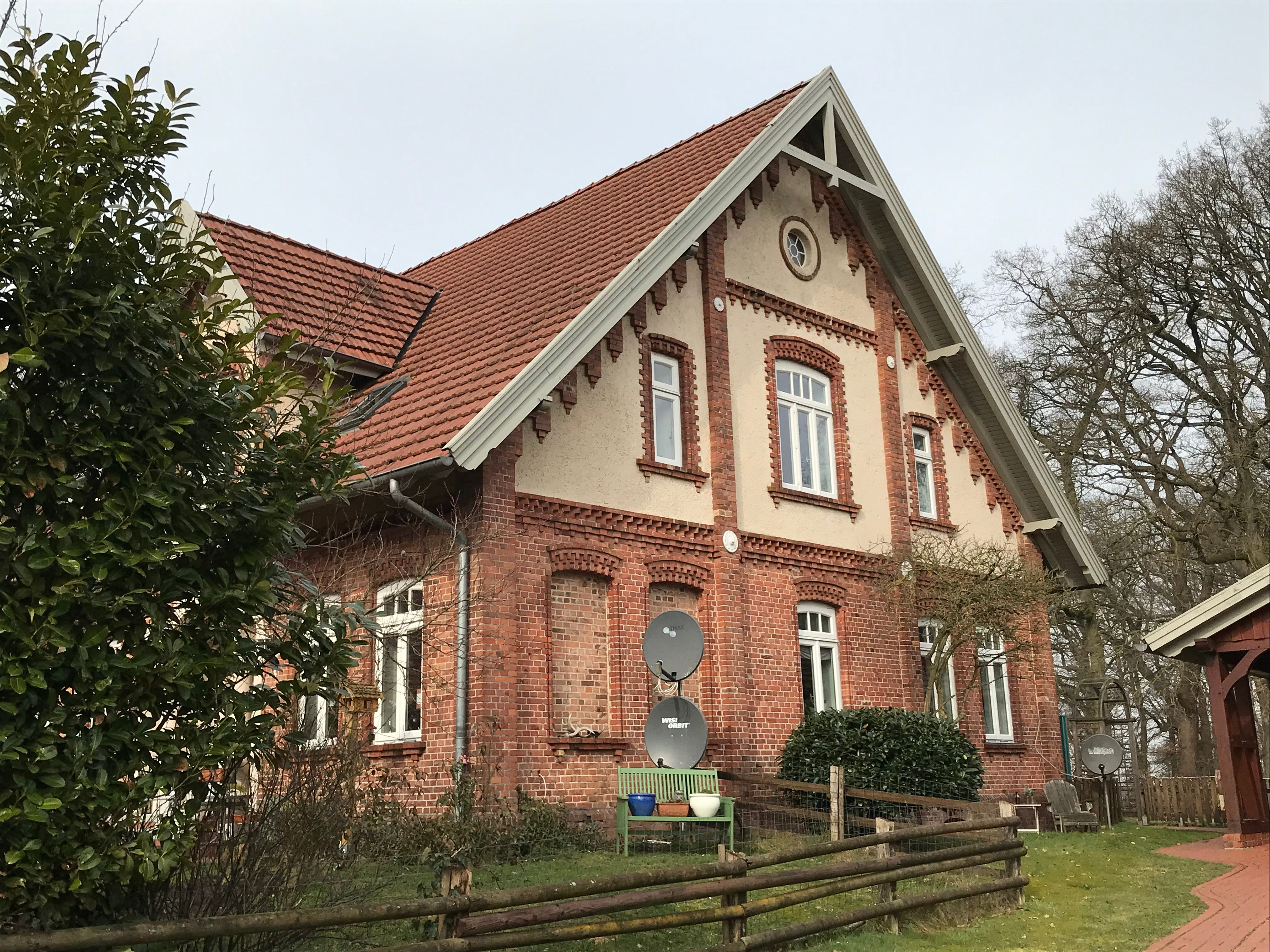
Wohnhaus, Süd- und Ostfassade (2021)

Die Hofanlage Kiekerberg 4 in der niedersächsischen Gemeinde Gnarrenburg, Ortsteil Glinstedt, wurde am Ende des 19. Jahrhunderts gebaut. Aktuell (2025) wird sie zum Wohnen und wohl landwirtschaftlich genutzt.
Die Gebäude stehen unter Denkmalschutz (siehe auch Liste der Baudenkmale in Gnarrenburg).

## Geschichte und Beschreibung
Glinstedt wurde erstmals im 13. Jahrhundert erwähnt. Es liegt fünf Kilometer südöstlich des Kernortes Gnarrenburg und gehört zum Landkreis Rotenburg (Wümme).
Der Hof besteht aus
- dem eingeschossigen giebelständigen Wohn- und Wirtschaftsgebäude von um 1895 als Zweiständer-Hallenhaus in Backstein, mit ziegelgedecktem Satteldach, Inschrift und Grooter Door mit Segmentbogen sowie Schmuckformen in Backstein,[2]
- dem eingeschossigen, traufständigen, verklinkerten und im Giebel verputzten Wohnhaus als Anbau von 1910 (Inschrift) in Backstein mit Satteldach und einem großen straßenseitigen Dachhaus sowie darunter ein durch drei Bögen gestaltetes Eingangsportal und Freigespärre in Giebel[3]
- sowie weitere nicht denkmalgeschützte Gebäude.

Das Landesdenkmalamt befand u. a.: „… regionstypisches Wohn-/Wirtschaftsgebäude des späten 19. Jahrhunderts in Backstein ….“